# Darci José Nicioli
Darci José Nicioli (Jacutinga, 1º maggio 1959) è un arcivescovo cattolico brasiliano, dal 9 marzo 2016 arcivescovo metropolita di Diamantina.

## Biografia

### Formazione e ministero sacerdotale
Ha compiuto gli studi di filosofia presso la Pontificia Università Cattolica di Campinas nel 1980 e quelli di teologia presso Instituto Teológico São Paulo nel 1985.
Ha emesso la prima professione come membro della Congregazione del Santissimo Redentore (Redentoristi) il 31 gennaio 1982, mentre il 27 gennaio 1985 ha emesso i voti perpetui.
Dopo essere stato ordinato sacerdote l'8 marzo 1986 dal vescovo Pedro Fré, nel 1988 ha conseguito la licenza in teologia sacramentaria presso il Pontificio ateneo Sant'Anselmo a Roma.
Nel corso del suo ministero ha ricoperto gli incarichi di docente di teologia presso l’Instituto Teológico São Paulo e la facoltà di teologia Nossa Senhora da Assunção e l’istituto di teologia e scienze religiose della Pontificia Università Cattolica di Campinas.
Dal 1989 al 1996 è stato rettore del seminario di filosofia a Campinas, diventando in seguito Superiore della comunità religiosa di Campinas.
Dal 1997 al 2005 è stato amministratore della Basilica di Nostra Signora di Aparecida, mentre dal 2005 al 2008 Superiore della Casa Generalizia della Congregazione a Roma.
Nel dicembre del 2008 è stato nominato rettore e amministratore della Basilica di Nostra Signora di Aparecida.

### Ministero episcopale
Il 14 novembre 2012 papa Benedetto XVI lo ha nominato vescovo ausiliare di Aparecida e vescovo titolare di Fico.
Il 3 febbraio 2013 ha ricevuto la consacrazione episcopale dalle mani del cardinale Raymundo Damasceno Assis, co-consacranti il cardinale Cláudio Hummes, arcivescovo emerito di San Paolo e Pedro Fré, vescovo emerito di Barretos.
All'interno della Conferenza episcopale brasiliana è presidente della commissione per la comunicazione sociale.
Il 9 marzo 2016 viene nominato da papa Francesco arcivescovo metropolita di Diamantina.
Ha preso possesso dell'arcidiocesi il 22 maggio successivo.
Dal 4 luglio 2018 al 14 settembre 2019 ha ricoperto il ruolo di amministratore apostolico di Guanhães.

## Genealogia episcopale e successione apostolica
La genealogia episcopale è:
- Cardinale Scipione Rebiba
- Cardinale Giulio Antonio Santori
- Cardinale Girolamo Bernerio, O.P.
- Arcivescovo Galeazzo Sanvitale
- Cardinale Ludovico Ludovisi
- Cardinale Luigi Caetani
- Cardinale Ulderico Carpegna
- Cardinale Paluzzo Paluzzi Altieri degli Albertoni
- Papa Benedetto XIII
- Papa Benedetto XIV
- Papa Clemente XIII
- Cardinale Marcantonio Colonna
- Cardinale Giacinto Sigismondo Gerdil, B.
- Cardinale Giulio Maria della Somaglia
- Cardinale Carlo Odescalchi, S.I.
- Cardinale Costantino Patrizi Naro
- Cardinale Lucido Maria Parocchi
- Arcivescovo Adauctus Aurélio de Miranda Henriques
- Arcivescovo Moisés Ferreira Coelho
- Arcivescovo José de Medeiros Delgado
- Cardinale José Freire Falcão
- Cardinale Raymundo Damasceno Assis
- Arcivescovo Darci José Nicioli, C.SS.R.

La successione apostolica è:
- Vescovo Henrique Aparecido de Lima, C.SS.R.  (2016)
- Vescovo Lindomar Rocha Mota (2020)
- Vescovo João Batista Alves do Nascimento, C.SS.R. (2023)